# يان سميث (لاعب اتحاد الرغبي)
يان سميث (بالإنجليزية: Ian Smith)‏ هو لاعب اتحاد الرغبي نيوزيلندي، ولد في 20 أغسطس 1941 في دنيدن في نيوزيلندا، وتوفي في 29 سبتمبر 2017 في مدينة نيلسون في نيوزيلندا.